# Siseme
Siseme är ett släkte av fjärilar. Siseme ingår i familjen Riodinidae.

## Bildgalleri

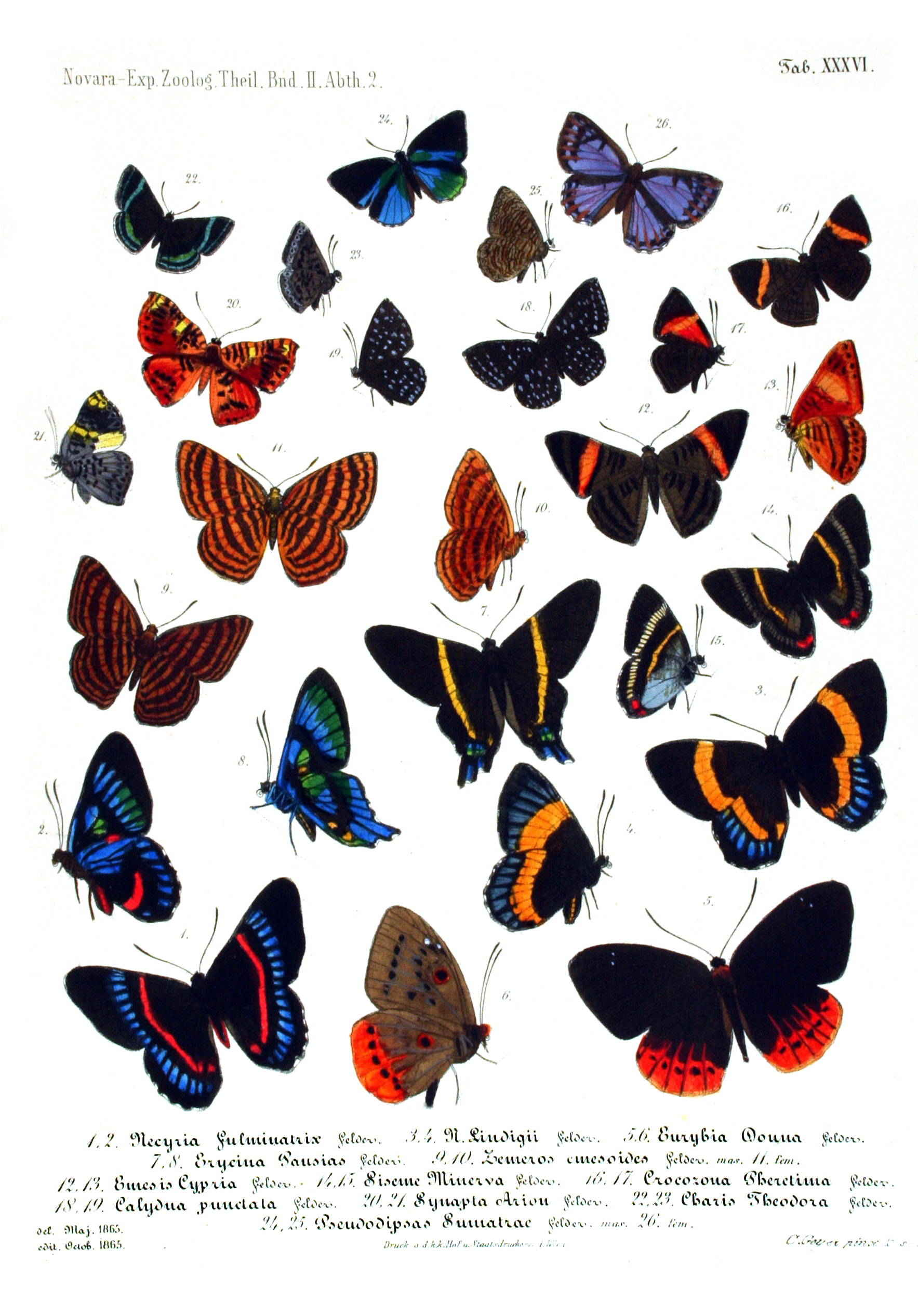
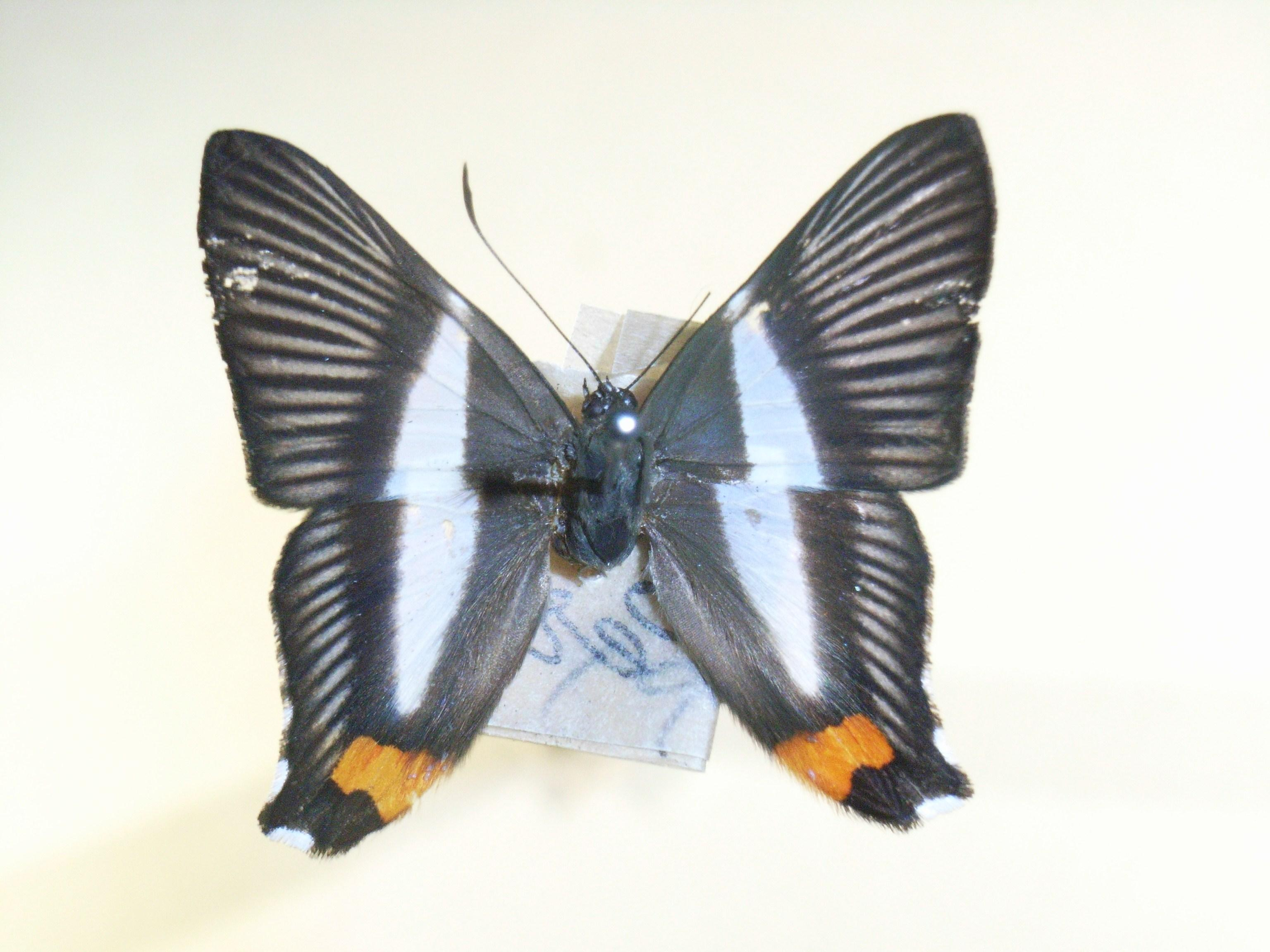
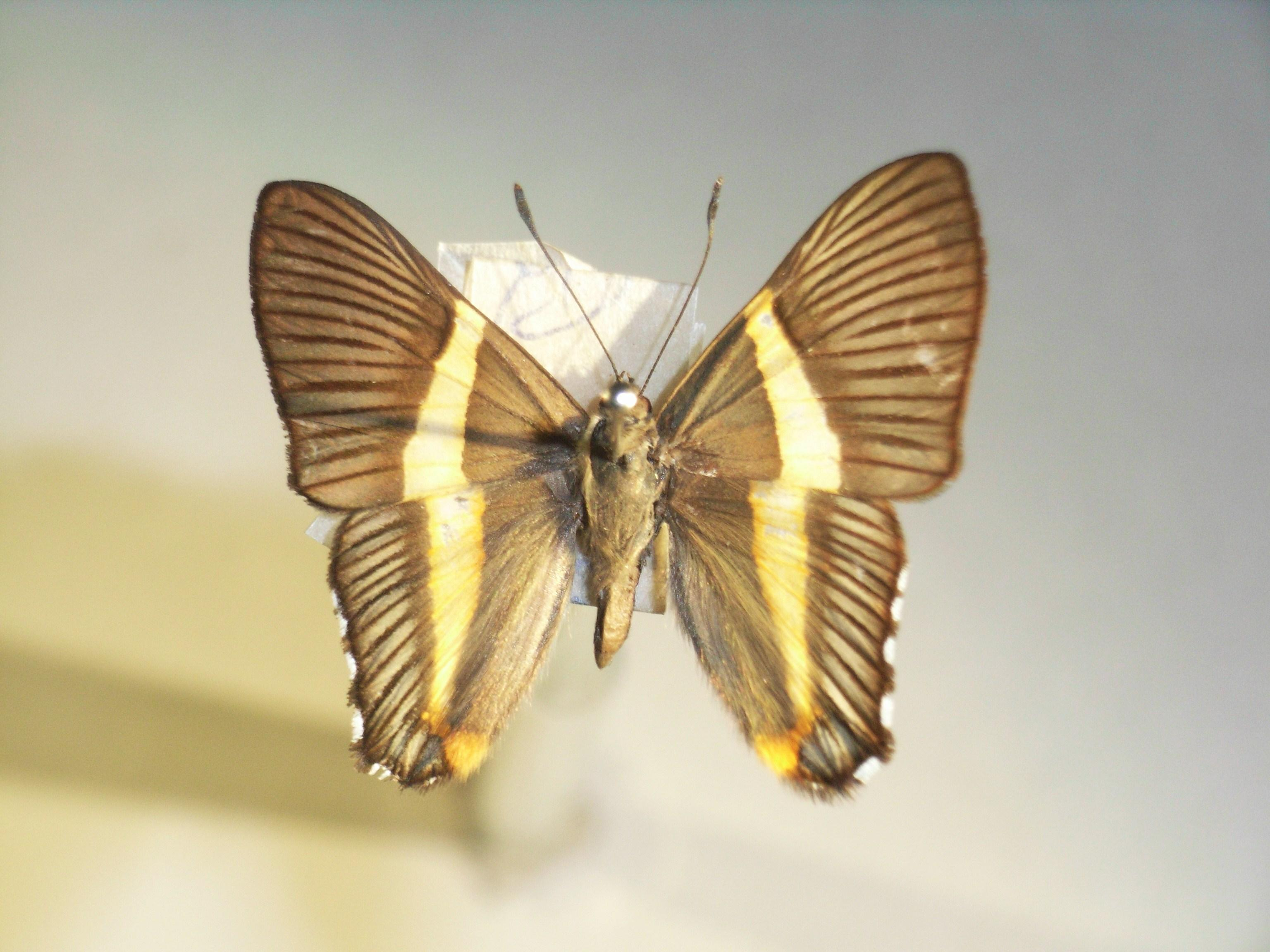
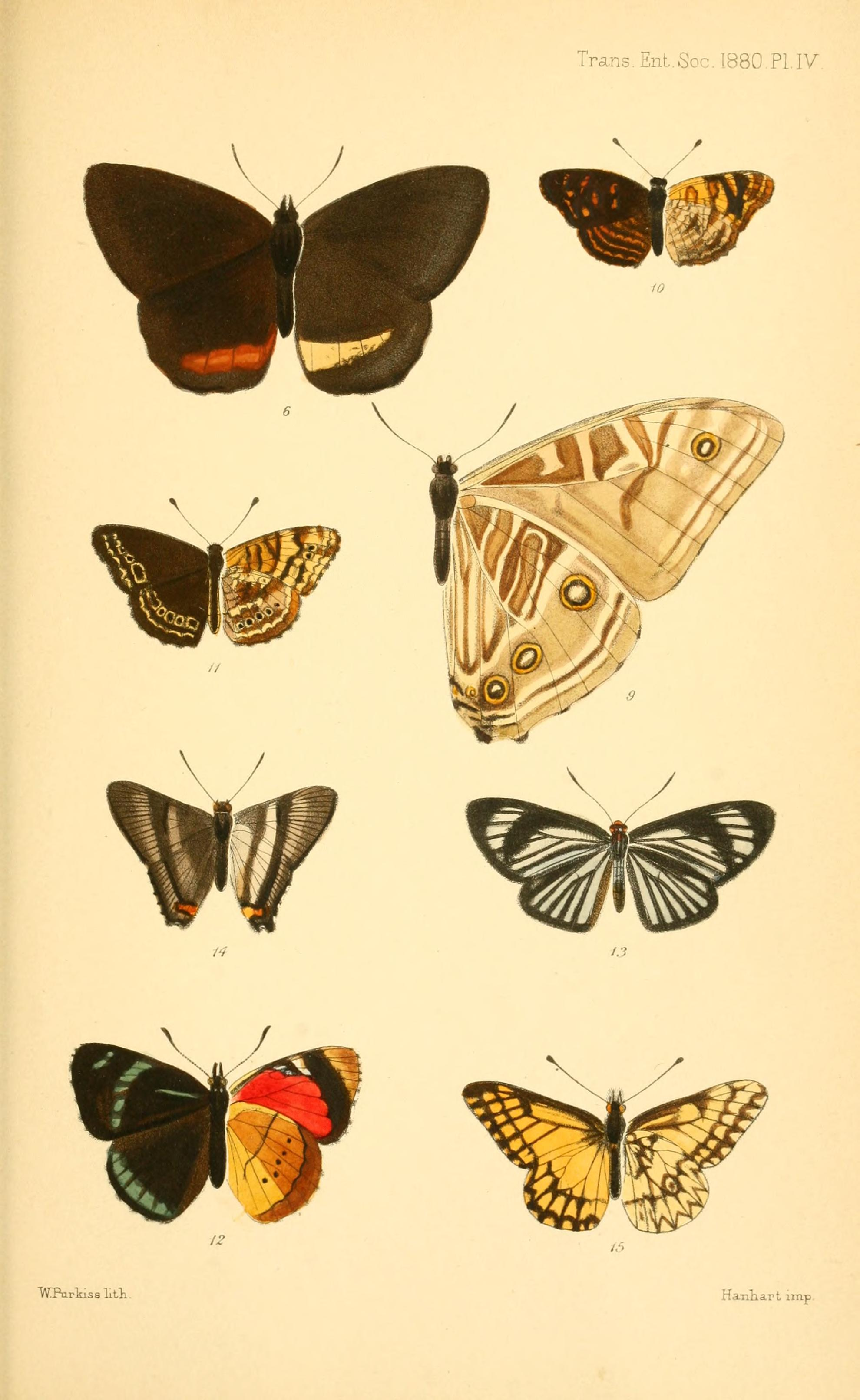

## Dottertaxa tillSiseme, i alfabetisk ordning[1]
- Siseme albescens
- Siseme alectryo
- Siseme angustior
- Siseme aristoteles
- Siseme atrytone
- Siseme caudalis
- Siseme defasciata
- Siseme hellotis
- Siseme hothurus
- Siseme hyperion
- Siseme leucodesma
- Siseme lucilius
- Siseme luculenta
- Siseme megala
- Siseme militaris
- Siseme minerva
- Siseme neurodes
- Siseme nigrescens
- Siseme ochrotaenia
- Siseme pallas
- Siseme peculiaris
- Siseme pedias
- Siseme pomona
- Siseme pseudopallas
- Siseme saturata
- Siseme spectanda
- Siseme sprucei
- Siseme tantilla
- Siseme transiens
- Siseme xanthogramma